# Saeb Tabrizi
Pour les articles homonymes, voir Tabrizi.
Mirza Mohammad Ali, dit Saeb Tabrizi, était un poète perse du XVIIe siècle. Il a écrit en persan et son native azéri. Né à Abbas Abad, village proche d’Isfahan en 1601 ou 1602, il est éduqué dans la capitale safavide, et voyage en Afghanistan puis en Inde où son art de la poésie est apprécié, avant de revenir à Isfahan auprès de la cour de Shah Abbas II.
Son œuvre poétique influence le développement de la poésie turque, et reste populaire en Inde et en Afghanistan. Elle consiste en près de 300 000 distiques, dont environ 13 000 sont contenus dans son ouvrage majeur, le Ghandehar Nameh. Un de ses Qasidehs, en contient à lui seul plus de 11 000.

## Source
- (en) Saeb Tabrizi, Fahrangsara.com (accédé le 12/09/2007)